# Ponto de controlo
Para o ponto de controle ou ponto de referência, a posição no sistema de coordenadas de nível superior é conhecida exatamente. 
Em fotogrametria e sensoriamento remoto, pontos de controle (também: pontos de referência,  em inglês:  Ground Control Point (GCP) ou Pontos Fixos) usados para determinar os elementos de orientação de uma imagem de medição. São pontos no terreno cuja posição em um sistema de coordenadas (do terreno) correspondente é conhecido e que podem ser claramente identificados em uma imagem aérea ou de satélite.
Faz-se uma distinção:
- Pontos de passagem completa, onde o espaço coordena X, Y e Z são conhecidos
- Pontos de controle de posição, onde as coordenadas de posição X e Y também são conhecidos
- Pontos de controle de elevação onde a coordenada de elevação Z é conhecido.

Se for necessária uma precisão particularmente alta dos pontos de controle ou se não houver marcos naturais na área da gravação, os pontos com coordenadas conhecidas devem ser sinalizados antes do voo. Normalmente, porém, são escolhidos pontos naturais no terreno; isso pode, por exemplo B. esquinas de casas ou cruzamentos de estradas.